# Liste der Monuments historiques in Chavot-Courcourt
Die Liste der Monuments historiques in Chavot-Courcourt führt die Monuments historiques in der französischen Gemeinde Chavot-Courcourt auf.

## Liste der Immobilien
| Bezeichnung      | Beschreibung           | Standort                       | Kennzeichnung | Schutzstatus | Datum | Bild           |
| ---------------- | ---------------------- | ------------------------------ | ------------- | ------------ | ----- | -------------- |
| Kirche St-Martin | ab dem 12. Jahrhundert | Chavot, rue de l’Église (Lage) | PA00078665    | Inscrit      | 1942  | weitere Bilder |

## Liste der Objekte
| Bezeichnung               | Beschreibung               | Standort                               | Kennzeichnung | Schutzstatus | Datum | Bild |
| ------------------------- | -------------------------- | -------------------------------------- | ------------- | ------------ | ----- | ---- |
| Skulptur Madonna mit Kind | Holz, 18. Jahrhundert      | Chavot, in der Kirche St-Martin (Lage) | PM51003384    | Inscrit      | 1998  |      |
| Weihwasserbecken          | Gusseisen, 19. Jahrhundert | Chavot, in der Kirche St-Martin (Lage) | PM51002802    | Inscrit      | 1978  |      |
| Tabernakel und Kruzifix   | Holz, 18. Jahrhundert      | Chavot, in der Kirche St-Martin (Lage) | PM51002801    | Inscrit      | 1978  |      |